# فرانك فيلدز
فرانك فيلدز (بالإنجليزية: Frank Fields)‏ هو موسيقي أمريكي، ولد في 2 مايو 1914 في لويزيانا في الولايات المتحدة، وتوفي في 18 سبتمبر 2005 في نيو أورلينز في الولايات المتحدة.

## وصلات خارجية
- فرانك فيلدز على موقع ميوزك برينز (الإنجليزية)
- فرانك فيلدز على موقع أول ميوزيك (الإنجليزية)
- فرانك فيلدز على موقع ديسكوغز (الإنجليزية)